# Maggio musicale (film)
Maggio musicale è un film commedia del 1989 diretto da Ugo Gregoretti.

## Trama
Pier Francesco Ferraioli, regista, sta mettendo in scena per il Maggio Fiorentino una Bohème, ma i suoi cantanti gli danno filo da torcere. Il contenitore è la descrizione di un regista lirico non priva di incidenti buffi e di aneddoti istruttivi. Il contenuto è il ritratto del protagonista (Malcolm McDowell con la voce di Giancarlo Giannini) attraverso il quale Gregoretti si mette in piazza.

## Produzione
Il film è stato prodotto dalla Cinelife, in collaborazione con Rai 3.

## Distribuzione
Il film è stato distribuito in Italia il 22 giugno 1990.